# Antonio Malavolti
Antonio Malavolti (XIV secolo – San Gimignano, 1406) è stato un vescovo cattolico italiano.

## Biografia
Nobile senese, figlio di Teo, o Feo, dei Malavolti, venne nominato vescovo di Grosseto nel 1400 da papa Bonifacio IX. Molti membri della potente famiglia patrizia erano stati in passato vescovi di Siena, mentre Angelo Malavolti era già stato vescovo di Grosseto; i Malavolti utilizzavano il controllo dei vescovadi per mantenere la propria influenza sia a Siena sia nel contado, e anche le azioni di Antonio furono più indirizzate a favorire gli interessi del suo casato.
Fu coinvolto, insieme ad altri membri della famiglia e dei Salimbeni, in una congiura volta a rovesciare il governo della Repubblica di Siena e ridistribuire gli equilibri politici, culminata nel 1403, quando venne scoperto. Esiliato da Siena, morì a San Gimignano nel 1406, protetto dai fiorentini.